# Piero del Pollaiuolo
Piero del Pollaiuolo, född 1441 i Florens, död 1496 i Rom, var en italiensk målare under ungrenässansen. Han samarbetade ofta med sin bror, Antonio del Pollaiuolo.